# Les Portes-en-Ré
Les Portes-en-Ré é uma comuna francesa na região administrativa da Nova Aquitânia, no departamento de Charente-Maritime. Estende-se por uma área de 8,51 km². Em 2010 a comuna tinha 609 habitantes (densidade: 71,6 hab./km²).